# 神領運輸区
神領運輸区（じんりょううんゆく）は、愛知県春日井市にある東海旅客鉄道（JR東海）東海鉄道事業本部管轄の運転士・車掌が所属する乗務員区所である。また、同じ庁舎内には神領車両区がある。

## 歴史
- 1968年（昭和43年）8月1日 - 神領電車区として開設。
- 1987年4月1日：国鉄分割民営化に伴い、東海旅客鉄道（JR東海）に継承される。
- 2001年4月1日：車両検修部門を神領車両区として分離し、乗務員部門を「神領運転区」に改称[1]。
- 2002年3月23日：旧名古屋車掌区の一部業務の移管を受けて車掌を配置し、「神領運輸区」発足[2]。